# イキ・バラム
イキ・バラム（iqui balam）とはマヤ神話「ポポル・ヴフ」に登場する人物。その名は黒いジャガー、または月のジャガーの意。ポポル・ヴフ - 神聖な書籍、 ボードブックやブックのコミュニティ - よると、ユカタン・バラン・ヴォタン（votánides）南部の人で4マヤの指導者の一人。
最初に神々に創られた四人の男の一人。カキシャハーの夫で、ニカフタカフという神を担ぐが、最初に彼らが創られた時、彼らは神々と同じように世界の全てを見通すことが出来たが、神々はそれを潔く思わず、四人の目に霞を吹きかけたとされる。他の3人の兄弟は、トウモロコシであったバラム・キツェー（「甘い笑顔のジャガー」または「ジャガーが笑う」の意）、バラム・アカブ（「ジャガーの夜」や「夜のジャガー」の意）とマフクタフ（「座っている人」の意）で イキ・バラムはEk Balam （「黒ジャガー」の意）としても知られており、黒ジャガーの皮を着た男として描かれている 。
カキシャハはイキブバラムの妻の名前。別名：Iqui B'alam、Iqui' バラム、Iqui' バラムとIquib B'alam。
最初の男性は、それぞれの神が引き継がれた神話上の都市トゥーラに向けて出発。 Ik'i B'alamを除き、彼らはK'iche '（Quiché）：Kaweq、Nija'ib'、Nima K'iche 'という3つの偉大な部門、またはamaq'の創成者（祖父母）で彼らは謙虚で、それぞれの神の使命に服従したが、多くの場合すべてを代弁したのはカウェックの神であるトジルであり、心を与えることと引き換えに彼らに火を提供することで、服従を証する。その後、他の村の住民を誘して神に捧げるが最後に子孫に神聖なる便りを残し、神々の欲望を満たすことに忠実であり、最終的に穏やかに死したという。